# Шмитт, Глэдис
Глэдис Шмитт (англ. Gladys Schmitt; 31 мая 1909, Питтсбург, штат Пенсильвания, США — 3 октября 1972, Питтсбург, штат Пенсильвания, США) — американская писательница, редактор, профессор Университета Карнеги-Меллона.

## Биография
Глэдис Шмитт родилась в семье Генри и Леоноры (Линк) Шмитт. Она вышла замуж за Саймона Голдфилда 27 ноября 1939 года. У них был один ребёнок — племянница, которую они удочерили — Бетти Шмитт Калли.
Глэдис Шмитт скончалась от сердечной недостаточности 3 октября 1972 года в Питтсбурге.

## Образование и карьера
После окончания начальной школы Глэдис поступила в женский колледж Пенсильвании (позже Университет Чатема), затем она перевелась в Питтсбургский университет. Окончив Питт в 1932 году, Шмитт устроилась работать на должность помощника редактора в издательстве Scholastic Magazine и переехала в Нью-Йорк вместе с мужем, где проработала редактором десять лет. В начале 1942 года она вернулась в Питтсбург, где начала свою преподавательскую деятельность в Технологическом институте Карнеги.
В 1953 году Шмитт была назначена на должность профессора английского языка. После слияния Технологического института Карнеги и Института индустриальных исследований Меллона в 1967 году был образован Университет Карнеги-Меллона. Глэдис Шмитт внесла свою лепту в становление университета. Её подруга Сара Штраус в своём эссе о ней писала: «Глэдис очень много работала, и она была выдающимся учителем. Курс, который она разработала … „Мысль и Выражение“, как она его назвала, прославился в школе». Этот курс был только началом её работы по формированию учебной программы в Карнеги-Меллоне. В 1968 году она основала кафедру творческого письма, когда в стране существовало всего несколько подобных программ, и эта область только начинала развиваться. Шмитт набирала преподавательский состав. Коллеги по кафедре отзывались о ней как о деятельном, продуктивном сотруднике. По словам Пегги Кнапп, профессора английского языка в Карнеги-Меллоне, которая некоторое время работала с Шмитт, Глэдис была «всегда занята» и у неё не было времени на праздные разговоры в стенах университета. Однако Глэдис и её муж устраивали званые обеды в их доме в Squirrel Hill. Но и здесь, во время беседы с гостями, Глэдис не отрывалась от занятия вышивкой. По словам Джеральда Костанцо, профессора кафедры английского языка и основателя университетской прессы Carnegi-Mellon Press, разработанная Глэдис Шмитт программа творческого письма долгое время действовала и после её смерти в том же виде, в котором она была изначально разработана.
Проспект был размером с телефонную книгу небольшого города… но и по сей день мало что изменилось по сравнению с первоначальным руководствомДжеральд Констанцо
В 1972 году Глэдис Шмитт была награждена премией Райана за заслуги в преподавании. В 2001 году кафедра английского языка Университета Карнеги-Меллона присвоила Центру творческого письма имя Глэдис Шмитт. «Глэд» — так на своём сленге называют Центр студенты.

## Литературное творчество
Талант к сочинительству у Глэдис Шмитт проявился очень рано. Ещё в школьные годы она писала поэтические пьесы, так называемые ювеналии, четыре из которых были поставлены в её школе. В студенческие годы в двадцатилетнем возрасте она опубликовала своё стихотворение «Потомок» (англ. «Progeny») в ежемесячном поэтическом журнале Poetry Magazine Архивная копия от 6 октября 2018 на Wayback Machine в сентябре 1929 года. Это была её первая публикация. Позже она публиковала свои короткие рассказы в различных журналах, таких как Collier, Harper’s Bazaar и The Atlantic Monthly. Но серьёзное творчество началось с её приходом в Технологический институт Карнеги по возвращении из Нью-Йорка. В 1942 году она издала свой дебютный роман «Врата Аулиса» (англ. «The Gates of Aulis»). В 1944 вышел её второй роман «Царь Давид», который был удостоен награды литературной гильдии. Этот роман получил высокую оценку критиков и стал бестселлером. Он был продан тиражом более миллиона экземпляров и переведён на многие языки мира.
Глэдис Шмитт была довольно продуктивным автором. Никакие жизненные события не замедляли поток её сочинений. Ни тогда, когда она заняла должность помощника редактора в журнале Scholastic Magazine и провела десять лет в Нью-Йорке, её самой долгой работе вне Питтсбурга, ни тогда, когда она начала преподавать в Институте Карнеги. В 1952 году вышел в свет её роман «Исповедники имени», который также был удостоен награды литературной гильдии. В 1961 году издательский дом Рандом Хаус печатает её художественный биографический роман «Рембрандт» о жизни и творчестве великого голландца. Позже роман издавался на многих языках, в том числе и на русском (изд. АСТ, Москва, 2018 г.). Этот роман также был отмечен наградой литературной гильдии.
В начале 1960-х у Глэдис Шмитт на почве семейного кризиса случился нервный срыв. Она посещала психоаналитика. В этот период она создала серию стихотворений, которые известны как «Сонеты аналитику». По мнению ряда исследователей, это её лучшая и наиболее показательная работа. Именно в «Сонетах аналитику» Шмитт размышляет о себе, и именно в этих шестидесяти девяти сонетах её можно понять, как нигде лучше. Писательница Венделина Райт в Pittsburgh Post-Gazette в 2015 году писала, что «Шмитт в своих лучших проявлениях тогда, когда она погружается в головы своих персонажей». Сонеты обнаруживают, что Шмитт погружается в себя. Шмитт воздержалась от их публикации из опасения, что они не впишутся в литературу того времени, которая была сосредоточена вокруг свободного стиха. Сборник «Сонеты аналитику», включающий в себя 69 сонетов, был опубликован её мужем после её смерти, в 1973 году.
Последним крупным произведением Глэдис Шмитт был роман «Забытые Богом» (англ. «The Godforgotten»). В романе повествуется о том, как жители острова оказались отрезанными от цивилизации незадолго до 1000 года н. э., когда землетрясение разрушило их связь с материком. Они посчитали, что Бог покинул их и продолжали жить без веры, без Бога, ведя аморальный образ жизни в течение нескольких поколений. В этом романе идёт речь о потере христианства, потере нравственной основы и устоев. Роман был опубликован в 1972 году.
Будучи профессором в университете, Глэдис Шмитт пожертвовала рукописи и машинописные работы своих романов в Зал прекрасных и редких книг Библиотеки охоты Университета Карнеги Меллона. Вскоре после её смерти её муж Саймон Голдфилд и племянница Элизабет Калли пожертвовали в дополнение ко всему рукописные материалы, а также корреспонденцию, фотографии, ювеналии и неопубликованные работы. Собрание библиотеки также содержит копии всех её опубликованных романов, включая издания на иностранных языках, большинство её опубликованных стихов и рассказов, а также критические рецензии на её работы.
Шмитт писала и публиковала рассказы в популярных и литературных журналах. Университетская пресса Карнеги-Меллона собрала эти небольшие произведения в «Сборник рассказов Глэдис Шмитт». Так впервые её рассказы появились в одном полном томе. В сборнике представлены девятнадцать рассказов, которые были опубликованы Шмитт ещё при жизни, включая два рассказа, написанные ею для студенческого литературного журнала Университета Питтсбурга «ШАГИ» (англ. «STEPS»): «Осень маленького городка» и «Класс истории».

## Работы
- «Врата Аулиса», изд. Диал, Нью-Йорк, 1942 г.;
- «Царь Давид», изд. Диал, Нью-Йорк, 1946 г., переиздание 1973 г.;
- «Александра», изд. Диал, Нью-Йорк, 1947 г.;
- «Исповедники Имени», изд. Диал, Нью-Йорк, 1952 г.;
- «Стойкий образ», изд. Диал, Нью-Йорк, 1955 г.;
- «Маленький огонь», изд. Диал, Нью-Йорк, 1957 г.;
- «Рембрандт», изд. Рандом Хаус, 1961 г.;
- «Героические дела Беовульфа», (ювеналия), изд. Рандом Хаус, 1962 г.;
- «Электра» (роман), изд. Харкорт, 1965 г.;
- «Борис, косолапый медведь», (ювеналия), изд. Кольер, 1966 г.;
- «Забытые Богом», изд. Харкорт, 1972 г.;
- «Сонеты аналитику», изд. Харкорт, 1973 г.